# Los Bunkers MTV Unplugged
Los Bunkers MTV Unplugged es el cuarto álbum en vivo de la banda chilena de rock Los Bunkers. Fue grabado el 9 de octubre de 2024 en los estudios Chilevisión, siendo el primer MTV Unplugged realizado en tierras chilenas. Fue producido por Emmanuel del Real mientras que la dirección del video fue llevada a cabo por el cineasta Pablo Larraín. Se estrenó inicialmente en salas de cine el 12 de diciembre de 2024, seguido de su emisión en MTV Latinoamérica y Chilevisión el 19 de diciembre, para finalmente ser publicado enteramente el 20 de diciembre del mismo año.
Es la tercera agrupación de Chile en realizar un concierto en este formato, tras la participación de la banda "Los Tres" en 1996, y "La Ley" en 2001.

## Información general
Es el primer álbum que cuenta con la integración de Cancamusa como miembro de la banda tras la salida de Mauricio Basualto en 2024.
Cuenta con 17 canciones de sus álbumes de estudio, así como tres covers a Emmanuel, Wings, Blondie y un tema inédito: "El hombre es un continente".

## Lista de canciones
Todas las canciones escritas y compuestas por Francisco Durán y Mauricio Durán, excepto donde se indique. 
| Los Bunkers MTV Unplugged |                                                   |                                                  |                                                            |          |  |
| N.º                       | Título                                            | Escritor(es)                                     | Álbum original                                             | Duración |  |
| 1.                        | «No me hables de sufrir»                          | Francisco Durán · Mauricio Durán                 | La culpa (2003)                                            | 4:18     |  |
| 2.                        | «Yo sembré mis penas de amor en tu jardín»        | M. Durán                                         | Los Bunkers (2001)                                         | 3:32     |  |
| 3.                        | «Bajo los árboles»                                | F. Durán · M. Durán · Álvaro López               | Noviembre (2023)                                           | 4:12     |  |
| 4.                        | «Miño»                                            | F. Durán · M. Durán                              | Canción de lejos (2002)                                    | 4:36     |  |
| 5.                        | «El necio»                                        | Silvio Rodríguez                                 | Música libre (2010)                                        | 5:14     |  |
| 6.                        | «Calles de Talcahuano»                            | A. López · Roberto Márquez                       | Noviembre (2023)                                           | 3:37     |  |
| 7.                        | «Canción para mañana / Al final de este viaje»    | F. Durán · M. Durán / S. Rodríguez               | La culpa (2003) / Música libre (2010)                      | 3:43     |  |
| 8.                        | «Las cosas que cambié y dejé por ti»              | F. Durán · M. Durán                              | Canción de lejos (2002)                                    | 2:58     |  |
| 9.                        | «Noviembre»                                       | F. Durán · M. Durán · Á. López                   | Noviembre (2023)                                           | 4:03     |  |
| 10.                       | «Llueve sobre la ciudad»                          | F. Durán · M. Durán                              | Vida de perros (2005)                                      | 6:07     |  |
| 11.                       | «El hombre es un continente»                      | F. Durán · M. Durán                              | Inédita                                                    | 5:10     |  |
| 12.                       | «Si estás pensando mal de mí» (con Meme del Real) | F. Durán · M. Durán                              | La velocidad de la luz (2013)                              | 4:51     |  |
| 13.                       | «Rey»                                             | F. Durán · M. Durán                              | Noviembre (2023)                                           | 4:25     |  |
| 14.                       | «Let 'Em In»                                      | Linda McCartney · Paul McCartney                 | Wings at the Speed of Sound, de Paul Wings                 | 5:19     |  |
| 15.                       | «Sur»                                             | F. Durán · M. Durán                              | La velocidad de la luz (2013)                              | 4:01     |  |
| 16.                       | «Quiero dormir cansado» (con Mon Laferte)         | Manuel Alejandro · Ana Magdalena                 | Íntimamente, de Emmanuel                                   | 4:48     |  |
| 17.                       | «Nada nuevo bajo el sol»                          | F. Durán · M. Durán                              | Barrio Estación (2008)                                     | 5:16     |  |
| 18.                       | «Ven aquí»                                        | F. Durán · M. Durán                              | Vida de perros (2005)                                      | 4:27     |  |
| 19.                       | «Bailando solo / Heart of Glass»                  | F, Durán · M. Durán / Debbie Harry · Chris Stein | La velocidad de la luz (2013) / Parallel Lines, de Blondie | 7:41     |  |
| 85:34                     |                                                   |                                                  |                                                            |          |  |

## Músicos

### Los Bunkers
- Álvaro López - Voz, guitarras acústicas, pandereta y bombo legüero
- Mauricio Durán - Guitarras acústicas, mandolina, banjo, resonador, tiple, coros y percusiones.
- Gonzalo López - Bajo acústico, contrabajo y percusiones.
- Francisco Durán - Voz, guitarras acústicas, resonador, tiple, cuatro, charango, armónica y percusiones.
- Cancamusa - Batería, voz, bombo legüero, washboard y percusiones.

### Artistas invitados
- Meme del Real
- Mon Laferte

### Músicos invitados
- Carmen Ruiz - Piano, acordeón, voz, hammond, rhodes, Yamaha cp70, glockenspiel y percusiones.
- Martín Benavides - Vibráfono, theremin, piano, toy piano, melódica, hammond, glockenspiel, electrónica, vox continental y percusiones.
- Gregorio Madinagoitia - Tiple, charango, cuatro, guitarra acústica, percusiones y coros.
- Sergio Ramírez Nuñez - Siku y quenacho en tema 9 / quena y percusiones en tema 19 / quenacho y quena en temas 14 y 16.
- Víctor Contreras Escamilla - Quenacho en tema 9 / quena y percusiones en tema 19 / quenilla y quenacho en tema 14 / quena en tema 16.
- Cuarteto Austral (Javaxa Flores Andrade, Makarena Mendoza Monsalves, Priscilla Valenzuela Espinoza, Valentina del Canto Godoy) - Cuerdas en temas 10, 11 y 12.
- Raúl Céspedes - Arreglos de cuerdas en temas 10, 11 y 12.